# Adolf Leichum
Adolf Leichum (* 1842 in Frankfurt am Main; † Mai 1906 ebenda) war ein deutscher Genremaler, Lithograph und Kunstlehrer.

## Leben
Adolf Leichum war von 1861 bis 1863 als Schüler von Jakob Becker Stipendiat am Städelschen Kunstinstitut in Frankfurt am Main. Zwischen 1865 und 1870 hielt er sich in Paris auf, wo er an der École des Beaux-Arts studierte. 1875 war Leichum erneut Stipendiat und Student am Städelschen Kunstinstitut in Frankfurt am Main, diesmal bei Johann Heinrich Hasselhorst. 1880 legte er sein Staatsexamen als Zeichenlehrer in Düsseldorf ab. Ab 1881 war er Lehrer an der Frankfurter Kunstgewerbeschule.

## Werke
- Innenraum mit einer Familie, 1857, Öl/Pappe, 27 × 35,5 cm, sign. u.l.: Marlotte 1857 H. Behmer, Weimar, Klassik Stiftung Weimar, Kunstsammlungen, Inv. Nr. G 652
- Straße in Marlotte, 1857, Öl/Malpappe, 25,3 × 34 cm, bez. u.l.: Marlotte 1857, bez. u.r.: H. Behmer, Weimar, Klassik Stiftung Weimar, Kunstsammlungen, Inv. Nr. G 653